# Ezequiel Garay
Ezequiel Marcelo Garay González ou simplesmente Garay (Rosario, 10 de outubro de 1986) é um ex-futebolista argentino que atuava como zagueiro. Em 2021 ele anunciou sua aposentadoria.

## Clubes

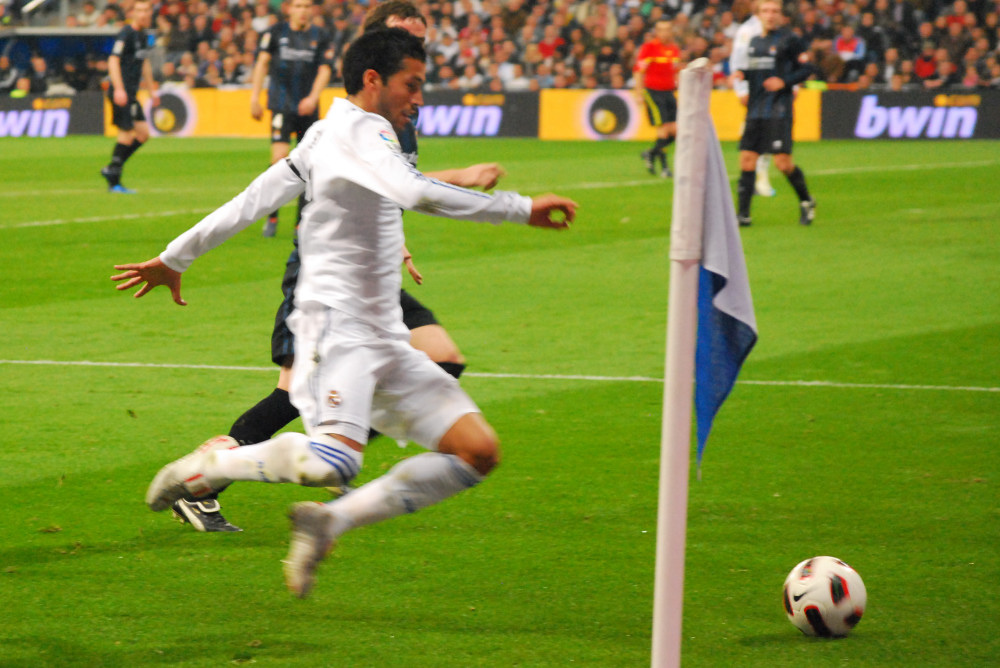
Ezequiel Garay no jogo, Real Madrid 4 - Real Sociedad 1 (06/02/2011), a contar para a LaLiga

Começou a carreira no Newell's Old Boys da Argentina, em 2004. Jogou pela equipa até 2005, quando foi contratado pelo Racing Santander, da Espanha, devido à pouca idade e grande talento.
Na sua primeira passagem pelo Racing Santander, disputou 59 partidas e marcou 12 golos. Com um potente e preciso remate de cabeça, possui uma excelente média de golos para uma defesa.
Chamou a atenção do gigante Real Madrid, que o contratou em 2008 e o emprestou ao Racing Santander, onde já havia actuado anteriormente, para adquirir mais experiência. Após o final do empréstimo, foi finalmente integrado no elenco merengue.
O Sport Lisboa e Benfica, de Portugal, adquiriu metade do seu passe por 5,5 milhões de euros. Assim, foi apresentado no dia 20-07-2011
no jogo de apresentação de 2011/2012. O seu primeiro jogo a titular aconteceu na primeira mão da 3ª fase de acesso à Liga dos campeões no Estádio da Luz contra o Trabzonspor que o Benfica ganhou por 2-0. Desde então Garay foi um titular na equipe.
Acertou, no dia 25 de junho de 2014, o contrato com o Zenit, da Rússia.

## Seleção Argentina
A sua primeira partida pela Seleção Argentina foi a 22 de agosto de 2007, num amistoso diante da Noruega. Atuou como titular pela Seleção Argentina nas Olimpíadas 2008, onde conquistou a medalha de ouro.
Foi convocado para disputar a Copa do Mundo FIFA de 2014. Foi titular durante a Copa do Mundo FIFA de 2014, onde foi vice-campeão junto com sua seleção.

## Títulos
Real Madrid
- Copa del Rey: 2010-11

Benfica
- Primeira Liga: 2013-14
- Taça de Portugal: 2013-14
- Taça da Liga: 2011-12, 2013-14

Zenit
- Campeonato Russo: 2014-15
- Copa da Rússia: 2015-16
- Supercopa da Rússia: 2016

Valencia
- Copa do Rei: 2018–19

Seleção Argentina
- Olimpíadas 2008
- Vice-campeão Mundial de 2014